# Bryobium queenslandicum
Bryobium queenslandicum là một loài thực vật có hoa trong họ Lan. Loài này được (T.E.Hunt) M.A.Clem. & D.L.Jones mô tả khoa học đầu tiên năm 2002.